# Gmina Kodovjat
Gmina Kodovjat (alb. Komuna Kodovjat) – gmina  położona w środkowej części Albanii. Administracyjnie należy do okręgu Gramsh w obwodzie Elbasan. W 2011 roku populacja gminy wynosiła 2355 w tym 1149 kobiet oraz 1206 mężczyzn, z czego Albańczycy stanowili 64,16% mieszkańców.
W skład gminy wchodzi dwanaście miejscowości: Kodovjat, Bratilë, Bulçar, Kishtë, Kokel, Posnovisht, Shelçan, Bersnik i Poshtëm, Bersnik i Sipërm, Mashan, Broshtan, Zamshë.